# Calendrier civil
Le calendrier civil le plus répandu au monde est le calendrier grégorien.

Bien que ce calendrier soit associé à l'Église catholique et la papauté, il a été adopté, par commodité, par de nombreux pays laïques et non-chrétiens. Certains pays ont conservé le plus ancien calendrier julien, tandis que d'autres utilisent d'autres calendriers. Tel que la République démocratique du Congo[Information douteuse]

## Calendriers civils à travers le monde
La plupart des pays dans le monde utilisent le calendrier grégorien pour seul calendrier civil. 
Certains pays utilisent d'autres calendriers à côté du calendrier grégorien comme l'Arabie saoudite (calendrier islamique), l'Éthiopie (calendrier éthiopien), l'Iran et l'Afghanistan (calendrier persan), le Bangladesh (calendrier bengali), l'Inde (calendrier national indien) et Israël (calendrier hébraïque). En Israël, le calendrier grégorien est appelé « calendrier civil » et « calendrier grégorien ».
D'autres pays utilisent des versions du calendrier grégorien modifiés : Taiwan (calendrier chinois), la Thaïlande (calendrier thaïlandais), la Corée du Nord (calendrier juche) et le Japon (calendrier japonais).